# Pancheria engleriana
Pancheria engleriana är en tvåhjärtbladig växtart som beskrevs av Schlechter. Pancheria engleriana ingår i släktet Pancheria och familjen Cunoniaceae. Inga underarter finns listade i Catalogue of Life.